# Osteopilus
Az Osteopilus a kétéltűek (Amphibia) osztályának békák (Anura) rendjébe és a levelibéka-félék (Hylidae) családjába tartozó nem.

## Rendszerezés
A nembe az alábbi 8 faj tartozik:
- Osteopilus crucialis (Harlan, 1826)
- Osteopilus dominicensis (Tschudi, 1838)
- Osteopilus marianae (Dunn, 1926)
- Osteopilus ocellatus  (Linnaeus, 1758)
- Osteopilus pulchrilineatus (Cope, 1870)
- Osteopilus septentrionalis (Duméril & Bibron, 1841)
- hispaniolai levelibéka (Osteopilus vastus) (Cope, 1871)
- Osteopilus wilderi  (Dunn, 1925)